# Paranataelia padroni
Paranataelia padroni là một loài bướm đêm trong họ Noctuidae.